# Italia Libera Roma 1944-1945
Questa voce raccoglie le informazioni riguardanti l'Italia Libera Roma nelle competizioni ufficiali della stagione 1944-1945.

## Rosa
| N. |                   | Ruolo | Calciatore     |
| -- | ----------------- | ----- | -------------- |
|    | Italia (bandiera) | P     | Ricci          |
|    | Italia (bandiera) | D     | Biagini        |
|    | Italia (bandiera) | D     | Cucinelli      |
|    | Italia (bandiera) | D     | Grassi         |
|    | Italia (bandiera) | C     | Castellani     |
|    | Italia (bandiera) | C     | Giuliano Borin |
|    | Italia (bandiera) | C     | Antonio Fusco  |
|    | Italia (bandiera) | C     | De Martinis    |

| N. |                   | Ruolo | Calciatore         |
| -- | ----------------- | ----- | ------------------ |
|    | Italia (bandiera) | C     | Mario Tonali       |
|    | Italia (bandiera) | A     | Renato Antolini    |
|    | Italia (bandiera) | A     | Dante Di Benedetti |
|    | Italia (bandiera) | A     | Renato Fiorelli    |
|    | Italia (bandiera) | A     | Armando Longhi     |
|    | Italia (bandiera) | A     | Ottavio Morgia     |
|    | Italia (bandiera) | A     | Renzo Pini         |
|    | Italia (bandiera) | A     | Oliviero Zega      |